# Pechipogo anomalalis
Pechipogo anomalalis är en fjärilsart som beskrevs av Stanislaus Klemensiewicz 1912. Pechipogo anomalalis ingår i släktet Pechipogo och underfamiljen sprötflyn till familjen näbbflyn. Inga underarter finns listade i Catalogue of Life.